# Potsdam (New York)
Potsdam ist eine Stadt mit dem Status einer „Town“ im St. Lawrence County des Bundesstaates New York in den Vereinigten Staaten. Das U.S. Census Bureau hat bei der Volkszählung 2020 eine Einwohnerzahl von 14.901 ermittelt. Die Stadt ist nach der brandenburgischen Landeshauptstadt Potsdam benannt.
Innerhalb der Stadt Potsdam liegt auch die gleichnamige Dorfgemeinde mit 8.312 Einwohnern. Potsdam liegt im Zentrum des Landkreises, nordöstlich von dessen Kreisstadt Canton.

## Lage
Potsdam liegt im sogenannten North Country in Upstate New York nordwestlich der Adirondack Mountains und des Adirondack Park. Die nächstgelegene Großstadt ist die kanadische Bundeshauptstadt Ottawa, Ontario, rund 100 Kilometer nordwestlich; die Grenze zu Kanada ist 28 Kilometer Luftlinie von Potsdam entfernt. Die Stadt Syracuse ist Luftlinie 200 Kilometer entfernt.
Laut der Volkszählungsbehörde United States Census Bureau hat die Stadt Potsdam eine Gesamtfläche von 267,9 km², von denen 262,8 km² Land und 5,2 km² (= 1,92 %) Wasser sind. Der Raquette River verläuft durch das Zentrum von Potsdam und strömt nordwärts. Der Grasse River fließt durch den nordwestlichen Teil der Stadt.
Zur City of Potsdam gehören neben dem Hauptort die Siedlungen Bucks Bridge, Crary Mills, Hewittville, Norwood, Sissonville, Unionville und West Potsdam.

## Geschichte

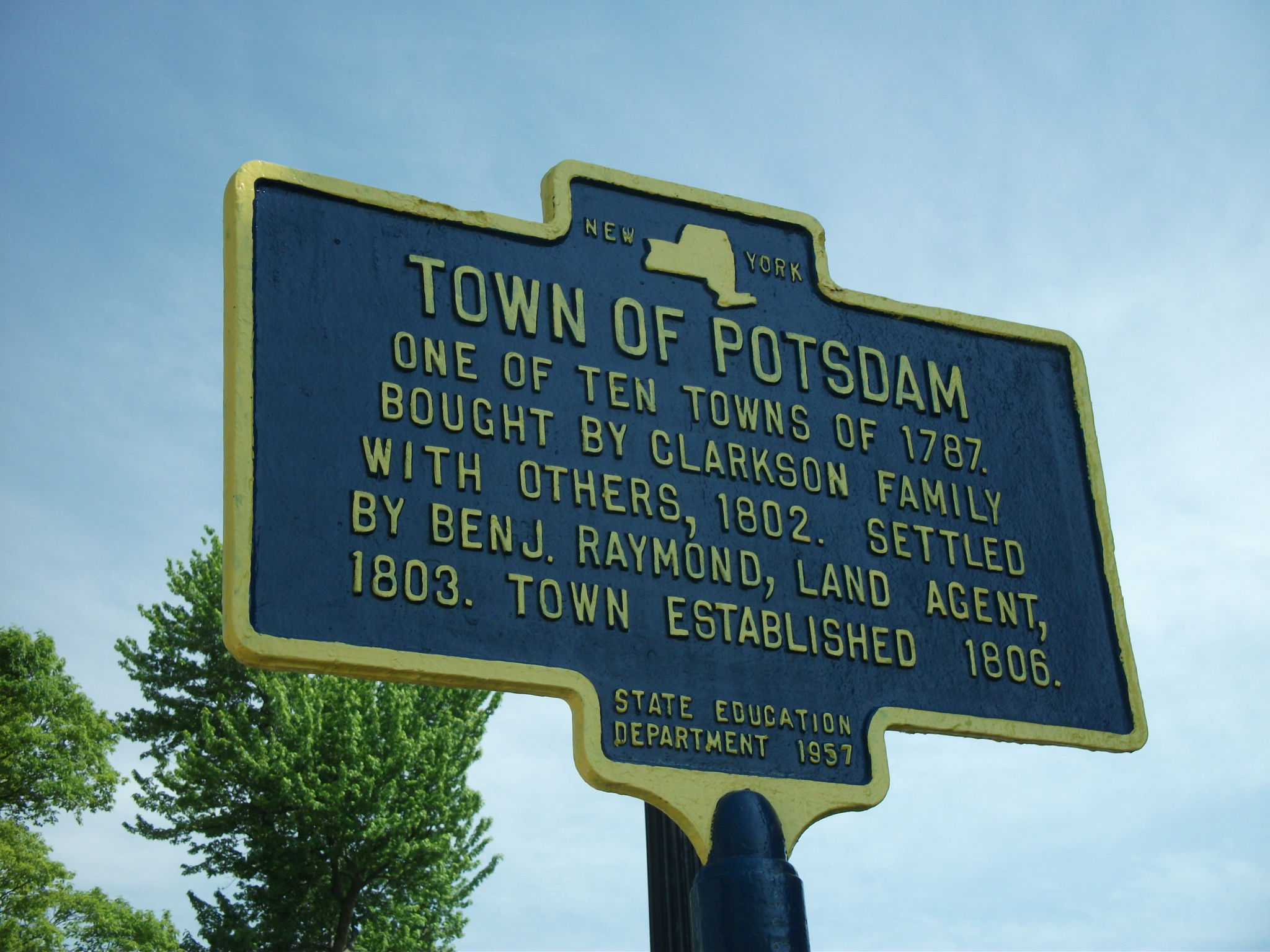
Town of Potsdam Historical Marker

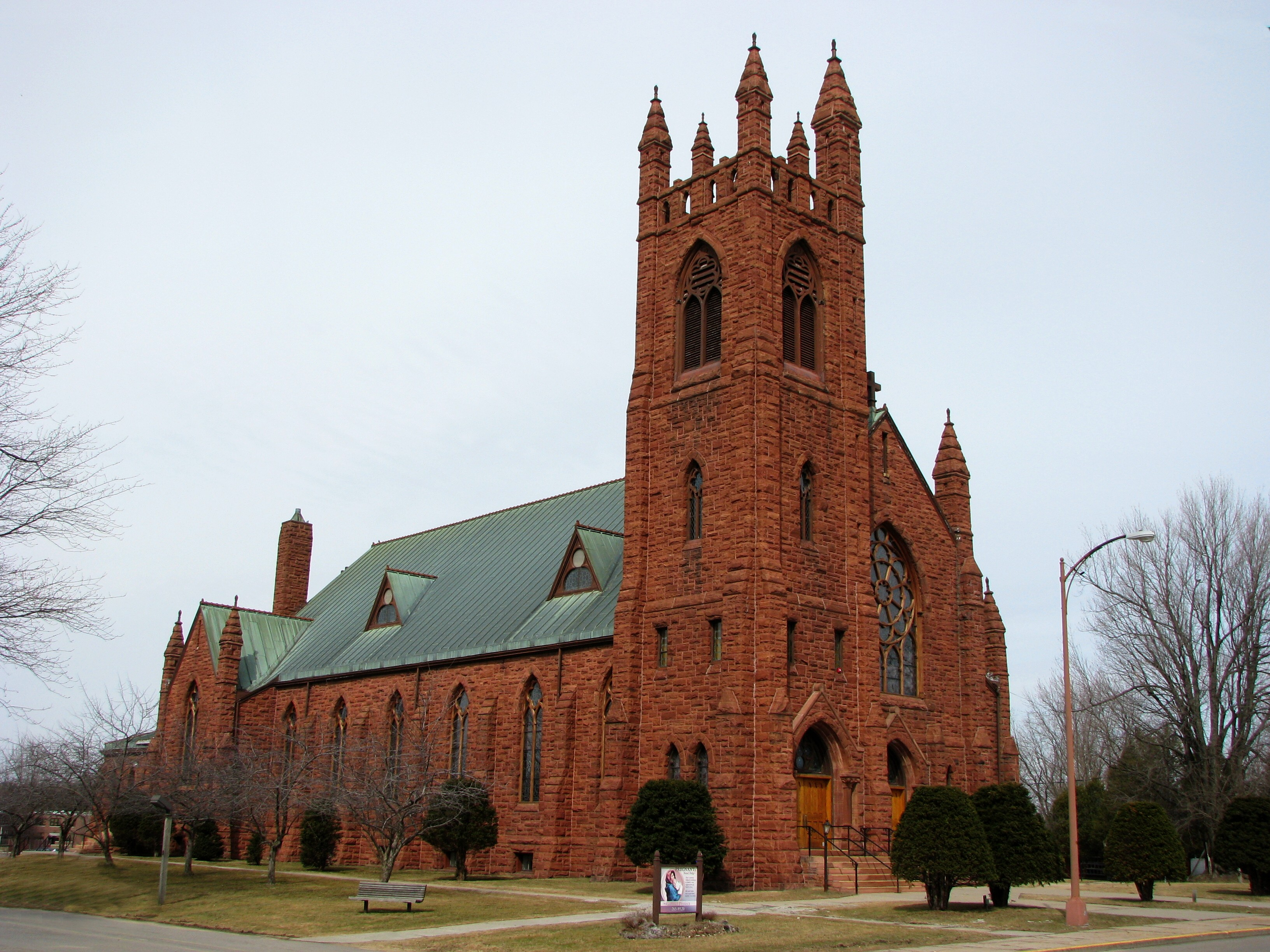
St. Mary’s Catholic Church

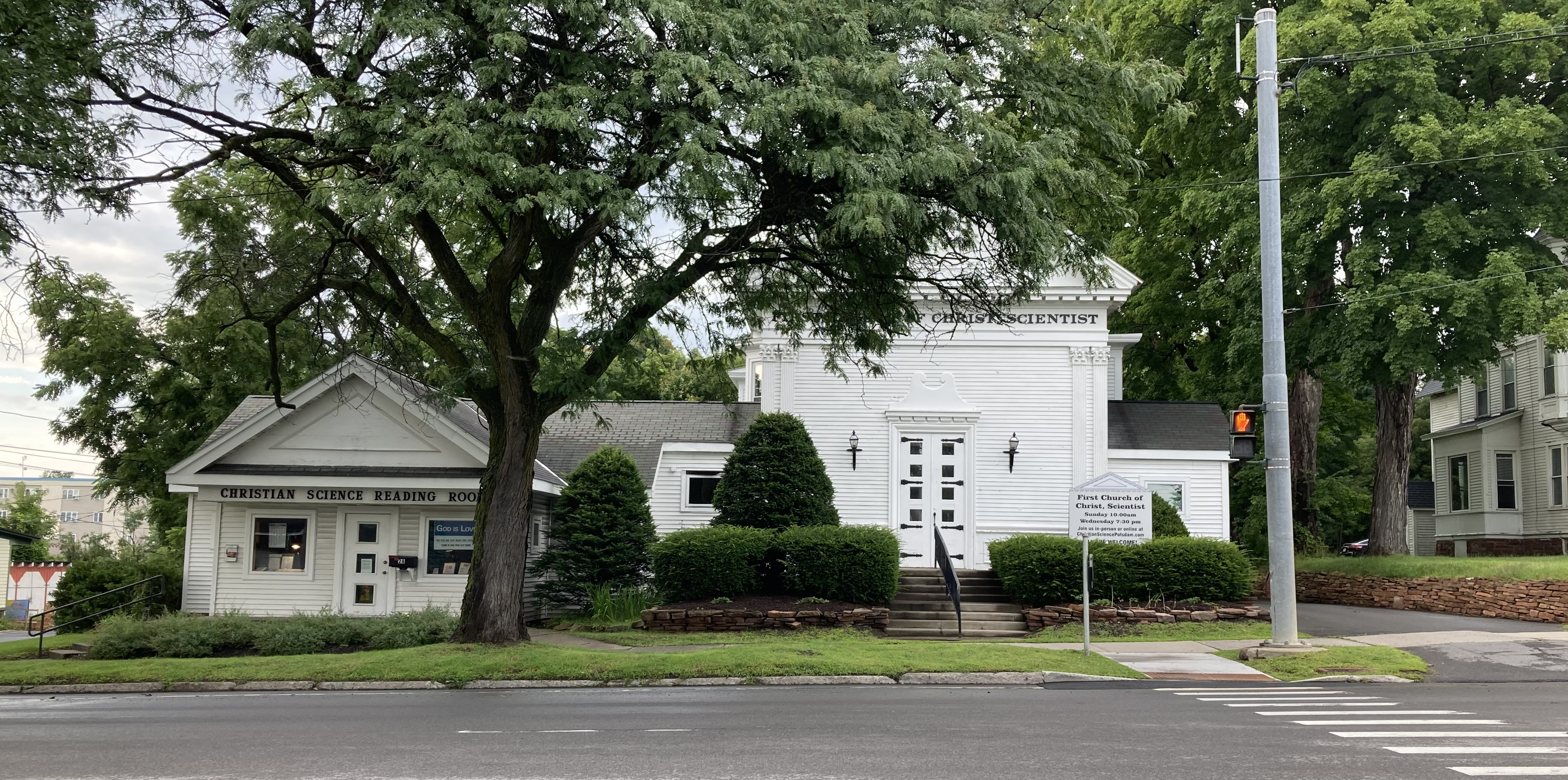
First Church of Christ Scientist

Die Region war Bestandteil des umfangreichen Landkaufs von Alexander Macomb, einem während des Amerikanischen Unabhängigkeitskrieges reich gewordenem Kaufmann, den dieser 1791 vom amerikanischen Staat erwarb. Dieser Landkauf ist unter der Bezeichnung Macomb’s Purchase in die Geschichte eingegangen. David Clarkson und Garret van Horn investierten früh in die Stadt, deren Besiedlung durch weiße Siedler um 1803 begann. Die Pioniere trafen zu der Zeit noch auf dort lebende und mit Fellen handelnde Indianer. Der damalige Name der Siedlung der amerikanischen Ureinwohner lautete Tsi tewate’nehtararénie’s.
Offiziell gegründet wurde die Stadt Potsdam am 21. Februar 1806, als sie aus dem südlichen Teil der Stadt Madrid herausgelöst wurde. Potsdam gehört zu den zehn ursprünglichen Städtegründungen des St. Lawrence County. Als Dorfsiedlung (Villages) wurde 1831 die Ortschaft Potsdam und 1871 die Ortschaft Potsdam Junction gegründet. Letztere wurde später in Raquetteville umbenannt, hat heute den Namen Norwood und liegt in Teilen in den Einzugsgebieten der Städte Potsdam und Norfolk.

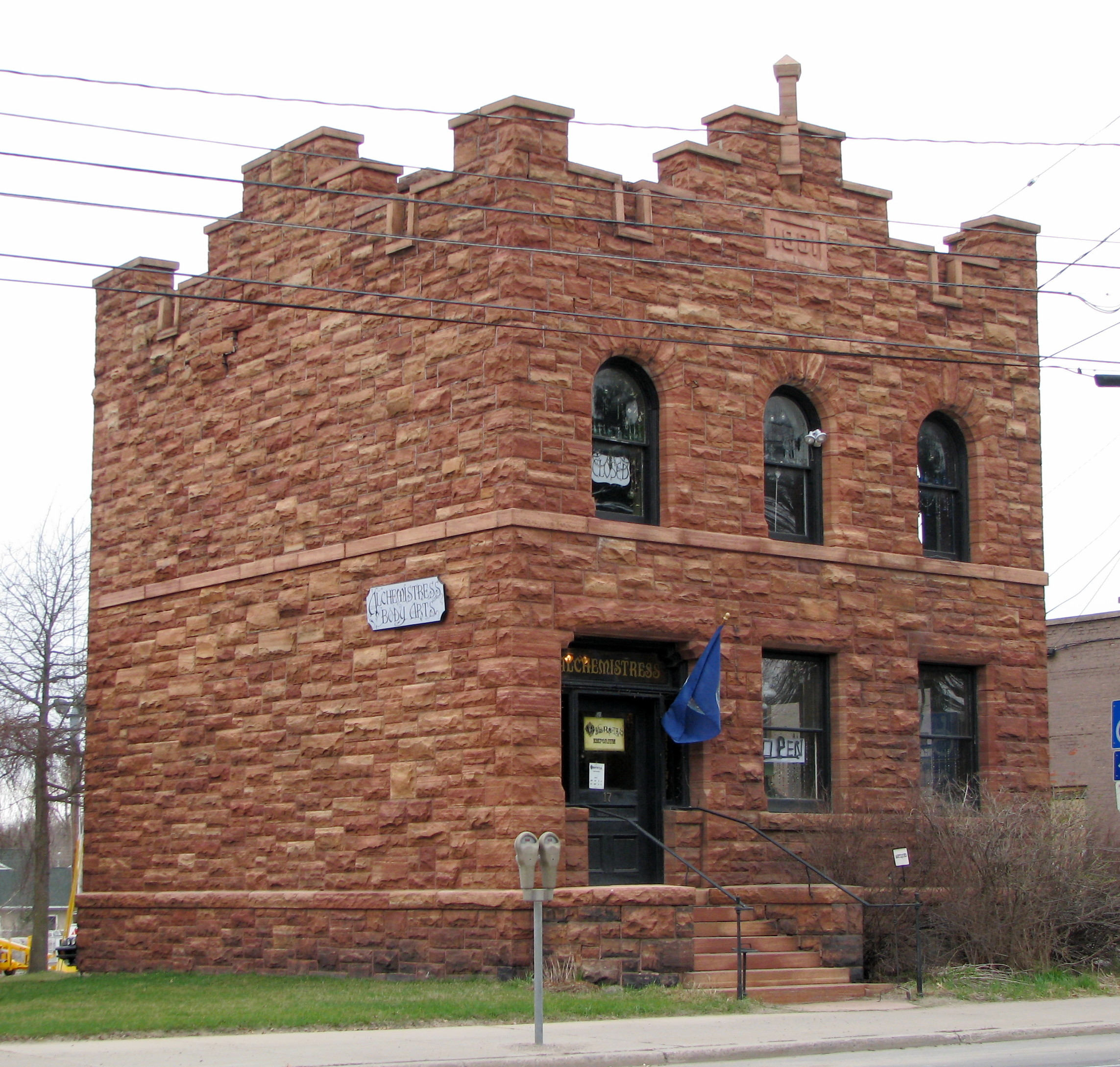
Clarkson Office Building

Seit 1811 verfügt die Stadt Potsdam über eine Schule. Die St. Lawrence Academy, Vorgängerin der State University of New York at Potsdam, wurde 1816 gegründet. 1896 wurde dann die Clarkson University gegründet. Im Jahr 1820 ließen die Presbyterianer die erste Kirche der Stadt errichten, die 1853 durch einen Mauerwerksbau ersetzt wurde. Die Methodistische Kirche wurde 1821 gebaut und die Baptistische Kirchengemeinde wurde am 9. Januar 1824 gegründet. Im Jahr 1832 erfolgte die Gründung der katholischen Kirchengemeinde.
Im Jahr 1854 wurde Potsdam mit der Potsdam & Watertown Railroad an das Bahnnetz angeschlossen. Im Jahr 1861 wurde dieses Eisenbahnunternehmen zunächst in die Rome, Watertown and Ogdensburg Railroad integriert, die wiederum 1913 in der New York Central Railroad aufging. Der Personenbeförderungsverkehr auf der Strecke nach Watertown und Massena wurde 1964 eingestellt, seither verkehren nur noch Güterzüge auf der Strecke.
Die Region um Potsdam ist bekannt für ihren rötlich-orangen Potsdam-Sandstein. Eine große Tafel davon befindet sich im Smithsonian Institution in Washington, D.C.

## Bevölkerung
Zum United States Census 2020 hatte Potsdam 14.901 Einwohner in 4.988 Haushalten. Von den Einwohnern waren 86,4 Prozent Weiße, 4,3 Prozent Afroamerikaner, 2,7 % asiatischer Abstammung und 6,6 % anderer oder mehrerer Abstammungen. In 27,4 Prozent der Haushalte lebten Kinder unter 18 Jahren. Insgesamt waren 13,4 % der Einwohner jünger als 18 Jahre, 36,8 % waren zwischen 18 und 24, 19,9 % zwischen 25 und 44, 16,2 % zwischen 45 und 64 und 11,7 % der Einwohner waren älter als 65 Jahre. Das Medianalter lag bei 23 Jahren. Das Medianeinkommen für einen Haushalt lag bei 37.977 US-Dollar. Insgesamt 19,3 % der Einwohner lebten unterhalb der Armutsgrenze.
Sowohl die Altersstatistik als auch die Einkommensstatistik werden im Vergleich mit anderen Städten in der Umgebung zum Teil verfälscht, da die Studenten der beiden Universitäten in Potsdam jeweils mit eingerechnet werden.

## Infrastruktur
Der U.S. Highway 11 und die New York State Route 11B sind Ost-West-Verbindungen. Die New York State Route 56 verläuft als Nord-Süd-Straße durch das Stadtgebiet. Die New York State Route 345 führt von Nordwesten nach Südosten und kreuzt die New York State Route 310 in der nordwestlichen Ecke der Stadt.
Die Stadt gehört zum Potsdam Central School District und verfügt über eine Grundschule (PreK–4), eine Mittelschule (5–8) und eine High School (9–12), wobei sich die Grund- und Mittelschule auf demselben Campus befinden. Im Schuljahr 2024/25 besuchten insgesamt 1.291 Schüler die drei Schulen. Die Sportteams der Schulen heißen Potsdam Sandstoners.

## Politik
Die Stadt Potsdam liegt auf bundespolitischer Ebene im 21. Kongresswahlbezirk des Bundesstaates New York und auf staatspolitischer Ebene im 117. Wahlbezirk für die New York State Assembly (Stand 2025). Der Rat der Dorfgemeinde Potsdam besteht aus dem Bürgermeister und mehreren Stadtverordneten.
Folgende Personen waren seit 1993 Bürgermeister von Potsdam:
- 1993–2005: Ruth Garner (R)
- 2005–2011: Reinhold Tischler (D)
- 2011–2015: Steven Yurgartis (D)
- 2015–2023: Reinhold Tischler (D)
- seit 2023: Alexandra Jacobs-Wilke (D)[4]

Die Town of Potsdam wird durch einen „Town Supervisor“ geleitet, seit 2023 ist dies Marty Miller (D).

## Söhne und Töchter der Stadt
- Job Bicknell Ellis (1829–1905), Mykologe
- Stephen H. Weed (1831–1863), Brigadegeneral in der Unionsarmee während des Amerikanischen Bürgerkrieges
- George Arthur Mathews (1852–1941), Kongressabgeordneter
- Frank Billings Kellogg (1856–1937), US-Außenminister, Friedensnobelpreisträger
- Charles Nelson Pray (1868–1963), Jurist und Politiker, Vertreter von Montana im US-Repräsentantenhaus
- Laurie Halse Anderson (* 1961), Autorin von Kinder- und Jugendbüchern
- Craig Conroy (* 1971), Eishockeyspieler
- Brandy Fisher (* 1975), Eishockeyspielerin
- Erik Penny, Singer-Songwriter